# Kaff al-Hammam
Kaff al-Hammam (tiếng Ả Rập: كاف الحمام, cũng đánh vần là Kaf al-Hamam) là một ngôi làng và vùng ngoại ô ở phía tây bắc Syria, một phần hành chính của Tỉnh Tartus, nằm ở phía đông nam của Tartus. Các địa phương lân cận bao gồm Hammam Wasel về phía tây bắc, al-Qadmus về hướng đông bắc, Hammam Qanyah và al-Riqama về phía đông, Brummanet al-Mashayekh về phía đông nam, al-Shaykh Badr ở phía nam, Brummanet Raad về phía tây nam và al- Qamsiyah về phía tây. Theo Cục Thống kê Trung ương Syria, Kaff al-Hammam có dân số 372 người trong cuộc điều tra dân số năm 2004. Cư dân của ngôi làng chủ yếu là người Ismailis.